# Polypodium platylepis
Polypodium platylepis là một loài thực vật có mạch trong họ Polypodiaceae. Loài này được Mett. ex Kuhn miêu tả khoa học đầu tiên năm 1869.